# Steven Vitória
Pour les articles homonymes, voir Vitória.
Steven de Sousa Vitória, né le 11 janvier 1987 à Toronto au Canada, est un joueur international canadien de soccer, qui joue au poste de défenseur.
Après avoir débuté à Porto, il a joué dans plusieurs clubs portugais, tant en Primeira Liga qu'en Segunda Liga, dont un an au Benfica. Il a également joué aux États-Unis et en Pologne.
Vitória est un international canadien qui a fait ses débuts en 2016 à l'âge de 29 ans, après avoir représenté le Portugal au niveau international des jeunes. Il a participé à la Gold Cup en 2017 et en 2021, atteignant les demi-finales de cette dernière, ainsi qu'à la Coupe du monde 2022.

## Biographie

### Jeunesse
Né à Toronto dans l'Ontario au Canada, d'une famille d'immigrés portugais originaires des Açores,, Vitória joue au football chez les jeunes avec les Sudbury Lions, le CS Azzurri, les Mississauga Falcons, le Dixie SC, le Kleinburg-Nobleton SC et le Glen Shields SC. Il rejoint les Woodbridge Strikers à l'âge de 17 ans, où il évolue principalement en tant qu'attaquant. Après avoir quitté le pays, il est invité à plusieurs reprises à jouer pour les équipes nationales de jeunes du Canada, mais il refuse à chaque fois.

### Parcours en club

#### Porto
Vitória est recruté par le FC Porto à l'âge de 18 ans, déjà reconverti en défenseur central. Les années suivantes, il commence une série de prêts, débutant au G.D. Tourizense en troisième division, puis rejoignant le S.C. Olhanense pour deux ans, et aidant le club d'Algarve à monter en Primeira Liga lors de sa deuxième saison en participant à 18 matches, dont 15 en tant que titulaire,,.
Au cours de la saison 2009-2010, Vitória continue à être prêté, cette fois au S.C. Covilhã en Segunda Liga. Il joue son premier match officiel avec son nouveau club le 2 août 2009, lors d'une victoire 1-0 à l'extérieur contre l'A.D. Carregado en Taça da Liga.

#### Estoril
Vitória coupe les ponts avec Porto en juillet 2010, signant avec G.D. Estoril Praia en deuxième division. Lors de sa première saison en première division, en 2012-2013, il joue 27 matchs et marque 11 buts pour terminer neuvième au classement des buteurs- dont huit sur penalty - pour aider son équipe à terminer cinquième et à se qualifier pour la Ligue Europa.

#### Benfica
Vitória, libre, rejoint le Benfica le 16 juin 2013, signant un contrat de quatre ans, ; il qualifie le jour de sa signature de « jour le plus important et le plus heureux de ma vie ». Son unique apparition en championnat a lieu lors de la dernière journée de la saison, alors que le club a déjà été couronné champion, et il joue l'intégralité des 90 minutes lors d'une défaite 2-1 contre son ancien club de Porto,.
Vitória est remplaçant lors de la finale de la Ligue Europa perdue par Benfica aux tirs au but contre le FC Séville Insatisfait de son statut, il est convoité par le Real Betis, et le C.S. Marítimo.
Le 9 février 2015, Vitória est prêté pour une saison au club de Major League Soccer du Union de Philadelphie. Il marque son premier but pour l'équipe dans sa ville natale, lors d'une défaite 3-1 à l'extérieur contre le Toronto FC, avant d'être libéré en décembre après que le club ait refusé de lever son option d'achat sur le joueur.

#### Lechia Gdańsk
Vitória rejoint Lechia Gdańsk le 17 août 2016, signant un contrat de trois ans. Il fait ses débuts le 21 septembre, jouant l'intégralité du huitième de finale perdu aux tirs au but contre Puszcza Niepołomice en Coupe de Pologne (1-1 après 120 minutes).

#### Moreirense
Vitória retourne au Portugal pour signer avec Moreirense F.C. le 4 juillet 2019, acceptant un contrat de trois ans. Il fait ses débuts le 11 août, jouant l'intégralité de la défaite 3-1 contre le S.C. Braga. Il marque son premier but le 2 novembre, lors d'un match nul 1-1 à domicile contre Vitória de Guimarães.

#### Chaves
Le 4 juillet 2022, après avoir été relégué, Vitória, âgé de 35 ans, rejoint G.D. Chaves, nouvellement promu, pour un montant non divulgué. Il marque son premier but le 27 août, d'une puissante tête lointaine, pour ouvrir la victoire 2-0 sur le Sporting CP.

### Parcours en sélection

#### Portugal
Vitória représente le Portugal aux Jeux de la Lusophonie 2006 à Macao, au Championnat d'Europe des moins de 19 ans 2006 en Pologne et à la Coupe du monde de football des moins de 20 ans 2007 dans son pays natal. Lors de cette dernière compétition, il participe à la défaite 2-1 contre la Gambie lors de la phase de groupes.

#### Canada
En septembre 2012, Vitória, 25 ans, sans avoir été appelé en équipe nationale, envisage de changer d'allégeance pour le Canada. En janvier 2016, il accepte d'être appelé par le pays pour un match amical contre les États-Unis le 5 février, et joue les 90 minutes de la défaite 1-0 au Home Depot Center. Il marque son premier but le 6 octobre, en contribuant à la victoire 4-0 en amical contre la Mauritanie.
Vitória est sélectionné dans l'équipe canadienne pour la Gold Cup de la CONCACAF en 2017 et 2021 Lors de ce dernier tournoi, il est capitaine de l'équipe jusqu'en demi-finale, où il est suspendu pour la défaite 2-1 contre le Mexique à Houston.
En novembre 2022, Vitória fait partie de la sélection pour la Coupe du Monde de la FIFA 2022. Il fait ses débuts dans la compétition le 23, à l'âge de 35 ans, lors d'une défaite 1-0 contre la Belgique.

## Style de jeu
Vitória est connu pour ses qualités de tête, de marquage et de buteur, en particulier sur les tirs au but et les coups francs.

## Statistiques

### Statistiques détaillées
| Saison                | Club                         | Championnat           | Championnat | Championnat | Coupe nationale | Coupe nationale | Coupe de la Ligue | Coupe de la Ligue | Autres compétitions | Autres compétitions | Autres compétitions | Canada | Canada | Total | Total |
| Saison                | Club                         | Division              | M.          | B.          | M.              | B.              | M.                | B.                | Comp.               | M.                  | B.                  | M.     | B.     | M.    | B.    |
| 2005-2006             | FC Porto B                   | Segunda Divisão       | 1           | 0           | -               | -               | -                 | -                 | -                   | -                   | -                   | -      | -      | 1     | 0     |
| 2006-2007             | GD Tourizense (prêt)         | Segunda Divisão       | 11          | 2           | -               | -               | -                 | -                 | -                   | -                   | -                   | -      | -      | 11    | 2     |
| 2007-2008             | SC Olhanense (prêt)          | Liga de Honra         | 17          | 0           | 2               | 0               | 1                 | 0                 | -                   | -                   | -                   | -      | -      | 20    | 0     |
| 2008-2009             | SC Olhanense (prêt)          | Liga de Honra         | 18          | 1           | 1               | 0               | 6                 | 0                 | -                   | -                   | -                   | -      | -      | 25    | 1     |
| Sous-total            | Sous-total                   | Sous-total            | 35          | 1           | 3               | 0               | 7                 | 0                 | -                   | -                   | -                   | -      | -      | 45    | 1     |
| 2009-2010             | Sporting da Covilhã (prêt)   | Liga de Honra         | 24          | 1           | 2               | 0               | 4                 | 0                 | -                   | -                   | -                   | -      | -      | 30    | 1     |
| 2010-2011             | GD Estoril-Praia             | Liga de Honra         | 25          | 1           | 1               | 0               | 5                 | 0                 | -                   | -                   | -                   | -      | -      | 31    | 1     |
| 2011-2012             | GD Estoril-Praia             | Liga de Honra         | 27          | 7           | 3               | 3               | 7                 | 2                 | -                   | -                   | -                   | -      | -      | 37    | 12    |
| 2012-2013             | GD Estoril-Praia             | Primeira Liga         | 27          | 11          | -               | -               | 3                 | 2                 | -                   | -                   | -                   | -      | -      | 30    | 13    |
| Sous-total            | Sous-total                   | Sous-total            | 79          | 19          | 4               | 3               | 15                | 4                 | -                   | -                   | -                   | -      | -      | 98    | 26    |
| 2013-2014             | SL Benfica B                 | Liga de Honra         | 7           | 3           | -               | -               | -                 | -                 | -                   | -                   | -                   | -      | -      | 7     | 3     |
| 2013-2014             | SL Benfica                   | Primeira Liga         | 1           | 0           | 1               | 0               | 3                 | 0                 | C3                  | 0                   | 0                   | -      | -      | 5     | 0     |
| 2015-2016             | SL Benfica                   | Primeira Liga         | -           | -           | -               | -               | -                 | -                 | -                   | -                   | -                   | 3      | 0      | 3     | 0     |
| Sous-total            | Sous-total                   | Sous-total            | 1           | 0           | 1               | 0               | 3                 | 0                 | -                   | 0                   | 0                   | 3      | 0      | 8     | 0     |
| 2015                  | Union de Philadelphie (prêt) | MLS                   | 18          | 1           | 0               | 0               | -                 | -                 | -                   | -                   | -                   | -      | -      | 18    | 1     |
| 2016-2017             | Lechia Gdańsk                | Ekstraklasa           | 8           | 0           | 1               | 0               | -                 | -                 | -                   | -                   | -                   | 2      | 1      | 11    | 1     |
| 2017-2018             | Lechia Gdańsk                | Ekstraklasa           | 14          | 1           | 1               | 0               | -                 | -                 | -                   | -                   | -                   | 5      | 0      | 20    | 1     |
| 2018-2019             | Lechia Gdańsk                | Ekstraklasa           | 15          | 1           | 5               | 1               | -                 | -                 | -                   | -                   | -                   | -      | -      | 20    | 2     |
| Sous-total            | Sous-total                   | Sous-total            | 37          | 2           | 7               | 1               | -                 | -                 | -                   | -                   | -                   | 7      | 1      | 51    | 4     |
| 2019-2020             | Moreirense FC                | Primeira Liga         | 19          | 5           | 1               | 0               | 1                 | 0                 | -                   | -                   | -                   | 4      | 1      | 25    | 6     |
| 2020-2021             | Moreirense FC                | Primeira Liga         | 19          | 3           | 3               | 1               | -                 | -                 | -                   | -                   | -                   | 4      | 0      | 26    | 4     |
| 2021-2022             | Moreirense FC                | Primeira Liga         | 18          | 2           | 1               | 1               | -                 | -                 | BR                  | 1                   | 0                   | 14     | 1      | 34    | 4     |
| Sous-total            | Sous-total                   | Sous-total            | 56          | 10          | 5               | 2               | 1                 | 0                 | -                   | 1                   | 0                   | 22     | 2      | 85    | 14    |
| 2022-2023             | GD Chaves                    | Primeira Liga         | 31          | 7           | 1               | 1               | 1                 | 0                 | -                   | -                   | -                   | 12     | 2      | 45    | 10    |
| 2023-2024             | GD Chaves                    | Primeira Liga         | 20          | 1           | 1               | 0               | -                 | -                 | -                   | -                   | -                   | 2      | 0      | 23    | 1     |
| Sous-total            | Sous-total                   | Sous-total            | 51          | 8           | 2               | 1               | 1                 | 0                 | -                   | -                   | -                   | 14     | 2      | 68    | 11    |
| 2024-2025             | Boavista FC                  | Primeira Liga         | 8           | 0           | -               | -               | -                 | -                 | -                   | -                   | -                   | -      | -      | 8     | 0     |
| Total sur la carrière | Total sur la carrière        | Total sur la carrière | 328         | 47          | 24              | 7               | 32                | 4                 | -                   | 1                   | 0                   | 46     | 5      | 431   | 63    |

## Palmarès
SC Olhanense
- Champion du Portugal de D2 en 2009

 GD Estoril-Praia
- Champion du Portugal de D2 en 2012

 SL Benfica
- Championn du Portugal en 2014
- Vainqueur de la Coupe du Portugal en 2014
- Vainqueur de la Coupe de la Ligue en 2014

 Lechia Gdańsk
- Vainqueur de la Coupe de Pologne en 2019